# Idea electra
Espèce
Statut de conservation UICN

 VU B1+2c : Vulnérable
Idea electra est une espèce de papillons de la famille des Nymphalidae, de la sous-famille des Danainae et du genre Idea.

## Taxinomie
Idea electra a été décrit par Georg Semper en 1878 sous le nom initial d'Hestia electra.

### Sous-espèces
- Idea electra electra; présent aux Philippines.
- Idea electra harmonia Fruhstorfer, 1910; présent aux Philippines.

### Nom vernaculaire
Idea electra se nomme Electra's Tree-nymph en anglais.

## Description
Idea electra est un grand papillon blanc veiné de noir et orné  d'une marge noire ornée de points blancs et d'une ligne submarginale de chevrons blancs.

## Écologie et distribution
Idea electra est présent aux Philippines.

### Protection
Idea electra est noté vulnérable sur le red data book de l'IUCN.